# Зенон Веронски
Зенон Веронски (око 300 — 12. април 370/371) био је епископ града Вероне у 4. веку. У својим делима помињу га Свети Амвросије и Григорије Велики.
Зенон је грчког порекла, а родом из Сирије. У раној младости и постао монах. Селећи се од једног до другог манастира, дошао у град Верону, где је изабран за епископа. Био је познат по борби против аријевске јереси у време владавине императора Констанција и Валенса. Познато је велико чудо у Верони 558. године када је у време поплаве виђен како стоји на вратима цркве.
Као писац Зенон је био непознат, све до 1508. године, када је епископска библиотека пресељена из Вероне у Венецију, када је отривен низ списа где се он појављује као аутор или се говори о његовом животу.
Зенон је цењен и у Православној цркви. Помиње се 12. априла по јулијанском календару. Његове мошти се налазе у Верони, у базилици која носи његово име. Поштован је као светац и заштитник града Вероне.